# Melanerpes chrysogenys
El Carpintero cariamarillo (Melanerpes chrysogenys) es una especie de ave piciforme, perteneciente a la familia Picidae, subfamilia Picinae, del género Melanerpes.

## Subespecies
- Melanerpes chrysogenys chrysogenys (Vigors, 1839)
- Melanerpes chrysogenys flavinuchus (Ridgway, 1911)

## Localización
Esta especie de ave y las subespecies son endémicas de México.